# Rallye Sanremo 1976

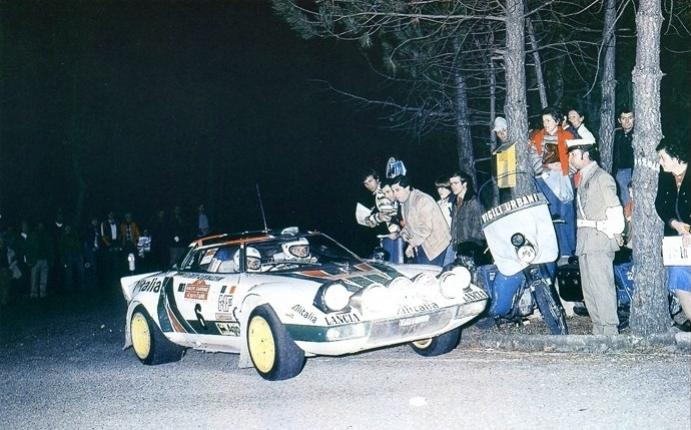
Raffaele Pinto bei der Rallye Sanremo 1976.

Die 16. Rallye Sanremo war der 8. Lauf zur Rallye-Weltmeisterschaft 1976. Sie fand vom 6. bis zum 9. Oktober in der Region von Sanremo statt. Von den geplanten 36 Wertungsprüfungen wurden zwei abgesagt.

## Klassifikationen

### Endergebnis
| Rang | Fahrer                | Co-Pilot            | Auto                   | Zeit (Std./Min./Sek.) | Rückstand Sieger (Std./Min./Sek.) Rückstand V (Std./Min.) |
| ---- | --------------------- | ------------------- | ---------------------- | --------------------- | --------------------------------------------------------- |
| 1    | Björn Waldegård       | Hans Thorszelius    | Lancia Stratos HF      | 10:27:40              | 0:00:00 00:00                                             |
| 2    | Sandro Munari         | Silvio Maiga        | Lancia Stratos HF      | 10:27:44              | 0:00:04 00:04                                             |
| 3    | Raffaele Pinto        | Arnaldo Bernacchini | Lancia Stratos HF      | 10:37:13              | 0:09:33 09:29                                             |
| 4    | Antonio Fassina       | Mauro Mannini       | Lancia Stratos HF      | 10:59:22              | 0:31:42 22:09                                             |
| 5    | Amilcare Ballestrieri | Sergio Maiga        | Opel Kadett GT/E       | 11:13:46              | 0:46:06 14:24                                             |
| 6    | Livio Lorenzelli      | Mario Necco         | Fiat Abarth 124 Rallye | 11:20:29              | 0:52:49 06:43                                             |
| 7    | Federico Ormezzano    | Roberto Dalpozzo    | Opel Kadett GT/E       | 11:35:51              | 1:08:11 15:22                                             |
| 8    | Luigi Battistolli     | Giovanni Braito     | Opel Kadett GT/E       | 11:48:42              | 1:21:02 12:51                                             |
| 9    | Christian Gardavot    | Daniele Roux        | Porsche 911            | 11:55:32              | 1:27:52 06:50                                             |
| 10   | Angelo Presotto       | Maurizio Perissinot | Opel Kadett GT/E       | 11:58:03              | 1:30:23 02:31                                             |

Insgesamt wurden 40 von 133 gemeldeten Fahrzeuge klassiert:

### Herstellerwertung
| Pos. | Team    | Punkte |
| ---- | ------- | ------ |
| 1    | Lancia  | 82     |
| 2    | Opel    | 50     |
| 3    | Datsun  | 36     |
| 4    | Fiat    | 32     |
| 5    | Peugeot | 30     |

Die Fahrer-Weltmeisterschaft wurde erst ab 1979 ausgeschrieben.